# Johann Joachim Darboven
Johann Joachim Darboven (* 7. April 1841 in Lauenbruch; † 18. Februar 1909 in Hamburg) war ein deutscher Unternehmer und Gründer der Kaffeerösterei J. J. Darboven.

## Leben

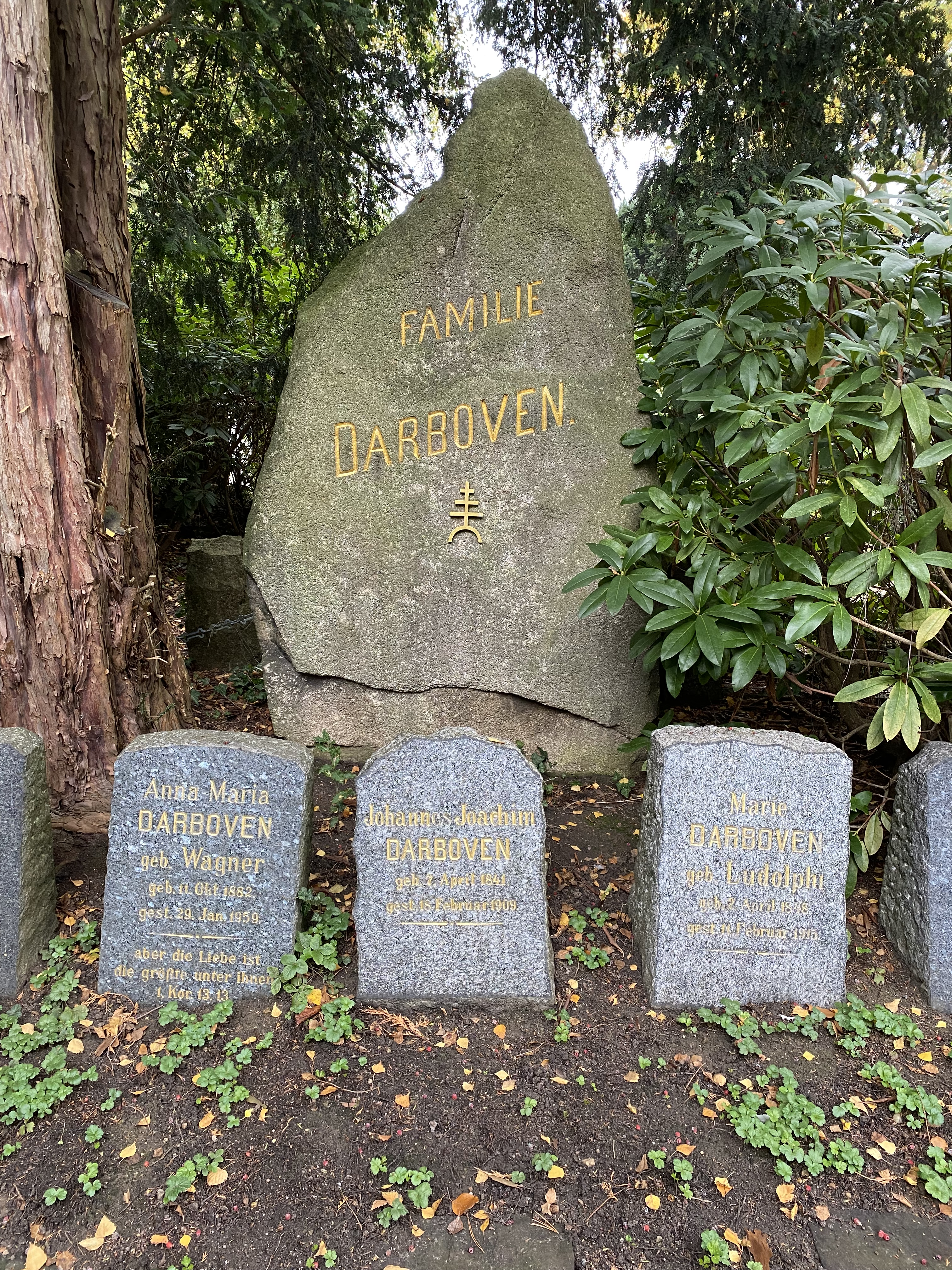
Familiengrabstätte (Teilansicht)

J. J. Darboven war der jüngste von vier Söhnen und einer Tochter des Landwirtes und Milchhändlers Johann Heinrich Darboven (1806–1876) und dessen Frau Magdalene Dorothee, geb. Gerkens (1802–1861). Er arbeitete auf dem Hof seines Vaters mit und brachte die Erzeugnisse des Hofes und des Meiereibetriebes nach Hamburg. Als er dabei mit dem Hafen in Berührung kam, erkannte er schnell, dass er nur als Kaufmann weiterkommen würde. Nach einer vierjährigen kaufmännischen Lehre in Altona machte er sich mit 25 Jahren in Hamburg selbständig und gründete am 21. März 1866 die Kaffeerösterei J. J. Darboven. Sein Laden befand sich in Hamburg, Brandsende 14. Johann Joachim Darboven brachte als erster gerösteten Kaffee in den Handel und verschickte ihn auch ins Inland; seine erste Marke nannte er  Gourvita. Schon 1869 erhielt er auf der internationalen Gartenbauausstellung die silberne Medaille für seine 144 verschiedenen Kaffeesorten.
Am 18. Juni 1870 heiratete J. J. Darboven die Hamburgerin Marie Andrine Ludolphi (* 2. April 1848 in Hamburg; † 11. Februar 1915 in Hamburg).
Auf der Höhe seines Lebens und seiner geschäftlichen Erfolge schrieb J. J. Darboven als letzte Sätze seiner Erinnerungen:

„Den großen Aufschwung, den mein Geschäft seit 1890 genommen hat, verdanke ich nächst dem Allgütigen Gott meinen beiden lieben Söhnen. Möge Gott ferner unser Tun und Lassen seg[n]en! Nienstedten, April 1908, J.J. Darboven.“

Er verstarb am 18. Februar 1909. Den Betrieb hinterließ er seinen zwei Söhnen Arthur und Cäsar Darboven. Das Unternehmen befindet sich noch heute im Familienbesitz und wird von Albert Darboven geleitet.
Weltweite Bekanntheit erlangte das Unternehmen 1927 mit der Einführung des ersten magenfreundlichen, nicht entkoffeinierten Kaffees, dem IDEE Kaffee, der in einem speziellen Röstverfahren hergestellt wird.
Seine Grabstätte und die seiner Söhne befindet sich auf dem Nienstedtener Friedhof.